# 甘古沃尔伯蒂
甘古沃尔伯蒂（Ganguvarpatti），是印度泰米尔纳德邦Theni县的一个城镇。总人口10569（2001年）。

## 人口
该地2001年总人口10569人，其中男性5386人，女性5183人；0—6岁人口1325人，其中男717人，女608人；识字率57.46%，其中男性为67.16%，女性为47.39%。